# مرزة الخشب
مُرزة الخشب أو عُقيب الخشب (الاسم العلمي: Circus dossenus)، طائر جارح منقرض كان يعيش في هاواي خلال العصر الهولوسيني. هذه الطائر الصغير ذو الأجنحة القصيرة كان يسكن غابات مولوكاي وأواهو حيث من المفترض أنه كان يصطاد الطيور الصغيرة والحشرات.